# 四號線站

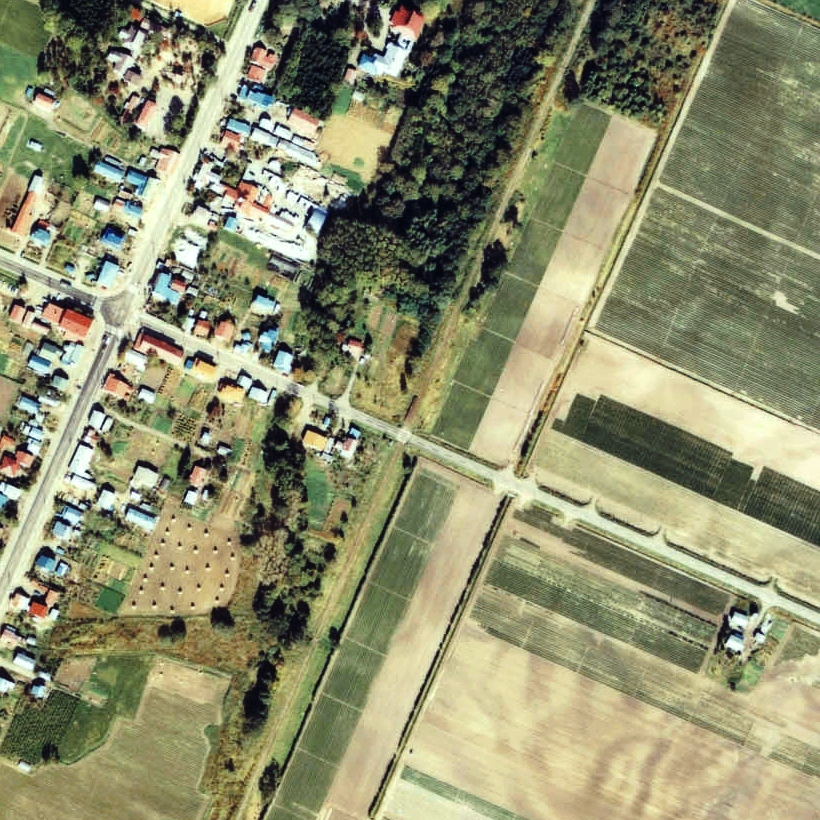
1977年的四號線臨時乘降場與方圓約500米範圍。上方是湧別方向。南邊設有東四號平交道。法明寺位於此地旁邊。

四號線站（日语：／ Shigōsen eki */?）是位於北海道紋別郡湧別町字錦，北海道旅客鐵道（JR北海道）的名寄本線湧別支線車站（廢站）。隨著名寄本線廢線，車站在1989年（平成元年）5月1日廢除。

## 概要
此站是從中湧別站分支出來，延伸至湧別站中的中間的一座臨時乘降場，在國鐵分割民營化後升級至車站。在臨時乘降場時代，如果沒有事前向車長告知下車，列車可能會通過此臨時乘降場。但是由於違反了國鐵的規則，因此在未期，所有列車都必須停靠。

## 歷史
- 1955年（昭和30年）12月25日 - 日本國有鐵道名寄本線の四號線臨時乘降場（局（日语：鉄道管理局）設定）啟用。
- 1987年（昭和62年）4月1日 - 伴隨國鐵分割民營化，車站由北海道旅客鐵道（JR北海道）營運。同時升級至車站，名為四號線站。
- 1989年（平成元年）5月1日 - 名寄本線全線廢除，此站也廢除。

## 車站構造
截至車站廢除前，車站是一座地面車站，設有1面1線的單式月台。月台位於路軌西北邊（湧別方向的列車會開啟左邊車門）。此站沒有轉轍器。
由於車站源自臨時乘降場，因此此站為無人車站。此站沒有車站大樓和候車室。月台靠近遠輕一方設有斜道。月台以木板建成。

## 站名的由來
車站名稱取自昔日的地區名。「四號線」這個名稱原本在開拓期，為了劃分網狀的道路而命名。此外，此站靠近遠輕一方，連接東西的道路名為「東四號線」「西四號線」。

## 車站周邊
- 國道238號（日语：国道238号）（鄂霍次克國道）[6]
- 湧別小學[6]
- 湧別中學[6]
- 湧別錦町簡易郵局[6]
- A Coop湧別店
- 湧別大橋[6]
- 湧別川[6]
- 北海道北見巴士（日语：北海道北見バス）、北紋巴士（日语：北紋バス）「湧別4號線」、湧別町營巴士（日语：湧別町営バス）「4號線」巴士站

## 現況
截至2001年（平成13年），車站遺址變成了單車人士休憩場所「莉拉拉之廣場」。截至2011年（平成23年）也是同樣，該處變成散步人士使用的休憩場所。

## 相鄰車站
北海道旅客鐵道（JR北海道）
名寄本線（湧別支線）
中湧別－四號線－湧別

## 注腳
1. ↑  . 雄雞社. 1980-10: 27. ASIN B000J83NES （日语）.
2. ↑  宮脇俊三. . . 角川書店. 1984-11. ISBN 978-4041598016 （日语）.
3. 1 2 3  工藤裕之. . 北海道新聞社. 2011-12: 138. ISBN 978-4894536197 （日语）.
4. ↑  本久公洋. . 北海道新聞社. 2011-9: 114. ISBN 978-4894536128 （日语）.
5. ↑  太田幸夫. . 富士Comtem. 2004-2: 188. ISBN 978-4893915498 （日语）.
6. 1 2 3 4 5 6 7  . 地勢堂. 1980-3: 18 （日语）.
7. ↑  宮脇俊三 (编). . JTB Cab Books. JTB出版. 2001-7: 36. ISBN 978-4533039072 （日语）.
8. ↑  本久公洋. . 北海道新聞社. 2011-9: 128. ISBN 978-4894536128 （日语）.